# Carlo Ruelle
Pour les articles homonymes, voir Ruelle.
Carlo Ruelle, né à Livourne en 1858 et mort à Bologne le 27 août 1917, est un général italien qui a principalement servi dans le corps d'état-major général. 
Dans les années qui précèdent la Grande Guerre, il est commandant du 31e régiment d'infanterie, chef d'état-major du IIIe corps d'armée, chef du bureau de l'Échiquier occidental du corps d'état-major général, commandant de la brigade de Lombardie et de la 11e division territoriale de Bologne. Après le déclenchement de la guerre avec l'Empire austro-hongrois, il est commandant du VIe corps d'armée opérant sur le front d'Isonzo.

## Biographie
Il est né à Livourne, qui faisait alors partie du Grand-Duché de Toscane, en 1858. Il a fréquenté l'École royale militaire de Modène, d'où il est sorti en 1877 en tant que sous-lieutenant (sottotenente), affecté à l'infanterie, corps des bersaglieri. Il a effectué son premier mandat dans le 6e régiment de bersaglieri, promu lieutenant (tenente) en 1880. Au cours des quatre années suivantes, il a été étudiant à l'École de guerre de l'armée à Turin, promu capitaine (capitano) au choix en 1884.
En janvier 1887, il est transféré à l'état-major général, devenant attaché à la division militaire de Ravenne. Vers la fin de l'année suivante, il rejoint l'état-major général, au bureau de l'Intendance, où il reste jusqu'en janvier 1889, date à laquelle il devient professeur d'histoire militaire, d'art militaire et de fortification, à l'Académie navale de Livourne. Il est promu major (maggiore) en décembre 1892 et, entre cette année-là et 1894, il est chargé pendant quelques mois de la section des exercices pratiques à l'École de guerre, et pendant les autres mois, il effectue des missions de reconnaissance à l'étranger. Pendant la tourmente des faisceaux siciliens (Fasci siciliani) (1894-1895), il est commissaire royal de la préfecture à Corleone, puis transféré en mai 1895 à l'état-major général du VIIe corps d'armée en tant que sous-chef d'état-major. En janvier 1896, il devient professeur à l'école de guerre, où il reste jusqu'en juillet 1898, date à laquelle il devient lieutenant-colonel (tenente colonnello) de l'état-major général. En juillet 1900, il prend la fonction de chef d'état-major de la division militaire de Brescia, et promu colonel (colonnello), en mars 1901 il est nommé commandant du 31e régiment d'infanterie. En janvier 1903, il devient chef d'état-major du IIIe corps d'armée, prenant la fonction de chef de l'Échiquier occidental de l'état-major général vers la fin de la même année. En mars 1908, il est promu général de division (maggior generale) et prend le commandement de la brigade de Lombardie, ainsi que le poste de chef d'état-major de la 1re armée, alors sous le commandement du général de corps d'armée (tenente generale) Carlo Caneva. En juin 1911, il devient commandant militaire de la Sardaigne, et promu général de corps d'armée (tenente generale), en juillet 1912, il prend le commandement de la 11e division territoriale à Bologne.
En avril 1915, il prend le commandement du VIe corps d'armée, qui, au moment de la mobilisation générale, est encadré dans la 3e armée du général Luigi Zuccari. Après l'entrée en guerre du royaume d'Italie le 24 mai, il opère sur le front oriental sous le nouveau commandant de l'armée, le général Emanuele Filiberto di Savoia-Aosta. Immédiatement après le début des opérations, son corps d'armée est transféré à la 2e armée du général Pietro Frugoni. En août, il est exonéré de son commandement par le général Luigi Cadorna, car il est accusé de s'entendre avec les membres d'une brigade d'infanterie qui ne voulaient pas rester dans les tranchées pour une opération. Il leur promet que ce sera la dernière fois, mais Cadorna, en l'apprenant, le relève de son commandement par télégramme, le remplaçant par Luigi Capello. Il tente de s'opposer à la révocation et d'obtenir une mesure de réexamen, en présentant un mémoire de défense au Premier ministre Antonio Salandra, dans lequel il explique qu'au lieu de punir les soldats, il a seulement essayé de les calmer, et souligne le grave état d'impréparation de l'armée. Une artillerie insuffisante, qui manquait de munitions, au point qu'il fallut la retirer d'un corps d'armée pour la transférer à un autre, une zone trop vaste pour le début des opérations, avec des troupes dispersées sur un territoire très étendu, et le fait d'entreprendre des opérations de guerre même là où il n'aurait pas fallu le faire.
Il remet le mémorial, s'entretient avec le ministre des Postes Vincenzo Riccio, mais en vain. Par décret de lieutenance du 12 septembre 1915, il est inscrit dans la réserve.
Il est mort à Bologne le 27 août 1917, laissant sa femme, Signora Maria Castelli, et deux fils, Carlo Alberto et Renzo.

## Décorations

### Décorations italiennes
- Officier de l'ordre des Saints-Maurice-et-Lazare
- Grand officier de l'ordre de la Couronne d'Italie
- Croix d'or pour ancienneté de service

### Décorations étrangères
- Officier de l'ordre national de la Légion d'honneur (France)
- Grand officier de l'ordre du Mérite militaire (royaume de Bulgarie)

## Source
- (it) Cet article est partiellement ou en totalité issu de l’article de Wikipédia en italien intitulé « Carlo Ruelle » (voir la liste des auteurs).